# El Coquí
El Coquí — судно, яке споруджується для компанії Crowley Maritime. Повинне стати першим у світі типу ConRO (суміщує можливості контейнеровозу та ролкеру) із ємністю понад 1000 TEU, котре використовуватиме як паливо зріджений природний газ (першим судном ConRo на ЗПГ у 2015 році стало норвезьке Kvitbjørn із ємністю 122 TEU).
Власник збирається використовувати El Coquí на лінії між Джексонвіллем (штат Флорида) та терміналом Isla Grande в Сан-Хуані (Пуерто-Рико). Судно зможе перевозити еквівалент 2400 TEU (включаючи як стандартні 20-футові контейнери, так і спеціалізовані — 53-футові та контейнери-рефрижератори) і 400 автомобілів.
Замовлення на спорудження El Coquí (так називають поширений на острові Пуерто-Рико вид жаб) та однотипного Taíno розмістили на верфі VT Halter Marine у Паскаґулі (штат Міссісіпі). Спуск El Coquí на воду відбувся 20 березня 2017-го, а остаточна здача запланована до кінця цього ж року.
Головною особливістю судна має стати його енергетична установка. З метою суттєвого (на 38 %) зменшення викидів діоксиду вуглецю, вона працюватиме на ЗПГ (зберігаючи можливість використання традиційного дизельного палива).
Проект, який окрім двох суден включає модернізацію берегових потужностей у Джексонвіллі (де зокрема встановлять два резервуари для зберігання ЗПГ) та Isla Grande, коштуватиме понад 0,5 млрд доларів США.